# Granisetron
Il granisetron (nella fase sperimentale conosciuto con la sigla BRL 43694) è un antagonista selettivo dei recettori 5-HT3, il secondo sintetizzato dopo ondansetron, dotato di attività antiemetica. Il suo effetto principale consiste in una riduzione dell'attività del nervo vagale, il nervo che attiva il centro del vomito nel midollo allungato.

## Farmacodinamica
Il meccanismo d'azione è da ricondursi sia al blocco dei recettori 5-HT3 della zona chemorecettrice sia alla soppressione delle vie afferenti ai centri del vomito. Il neurotrasmettitore serotonina svolge un ruolo primario nel vomito secondario a radio e chemioterapia. I recettori 5-HT3 sono particolarmente concentrati nelle terminazioni nervose vagali del tratto gastroenterico, e nelle zone trigger chemorecettoriali nell'area postrema e nel nucleo del tratto solitario del centro del vomito nel tronco cerebrale.
Granisetron antagonizza questi recettori e riduce la risposta emetica mediata dalle zone trigger chemorecettoriali.

## Farmacocinetica
Dopo somministrazione per via endovenosa di 20 µg/kg peso corporeo si ottiene un picco di concentrazione plasmatica di circa 14 ng/ml. A seguito si somministrazione per via orale la Cmax (concentrazione plasmatica massima) viene raggiunta dopo circa 2 ore. La biodisponibilità è del 60% e risente di un importante effetto di primo passaggio epatico.
L'emivita del farmaco è di tipo bifasico (l'emivita di eliminazione è pari a 10-12 ore). Il legame con le proteine plasmatiche è pari al 65%. 
Il composto viene metabolizzato soprattutto a livello epatico (citocromo P450 isoenzimi del gruppo 3A4) tramite reazioni di ossidazione seguite da coniugazione. Alcuni dei metaboliti risultano attivi ma è improbabile che possano contribuire significativamente all'attività farmacologica della molecola.
L'eliminazione della molecola dall'organismo avviene principalmente attraverso l'emuntorio renale in forma immodificata (12%) e sotto forma di metaboliti (50%).

## Usi clinici
Il granisetron, commercializzato come sale cloridrato, trova impiego nella prevenzione e nel trattamento di nausea e vomito indotti dalla radioterapia, da trattamenti chemioterapici, oppure presenti nel periodo postoperatorio.

## Effetti collaterali e indesiderati
Il granisetron può causare disturbi gastrointestinali (diarrea e talora stipsi) e neurologici (cefalea, sonnolenza, reazioni extrapiramidali). Sono anche possibili disturbi cardiovascolari (ipotensione, alterazioni del tracciato elettrocardiografico comprendenti anche il prolungamento del tratto QT, aritmie).

Più raramente sono state segnalate reazioni di ipersensibilità (rash cutaneo, orticaria, eczema e reazioni anafilattiche).

## Controindicazioni
Il farmaco è controindicato nei soggetti con ipersensibilità individuale accertata verso il principio attivo, altre molecole correlate chimicamente, oppure uno qualsiasi degli eccipienti contenuti nella formulazione farmaceutica.

## Dosi terapeutiche
Il granisetron cloridrato viene somministrato per infusione endovenosa (le dosi sono espresse in granisetron base). 
Nella prevenzione di nausea e vomito si infondono 3 mg in circa 5 minuti. Durante le 24 ore successive è possibile ripetere, in caso di necessità, altre due somministrazioni. 
Le dosi impiegate nel trattamento di nausea e vomito sono praticamente le stesse. Si effettuano al massimo tre infusioni al giorno di 3 mg ciascuna lasciando passare un intervallo di almeno 10 minuti tra una somministrazione e la successiva.

## Interazioni
- Farmaci aritmogeni o che tendenzialmente prolungano l'intervallo QT (amiodarone, amisulpride, amitriptilina, ciprofloxacina, claritromicina, paroxetina, sertralina ed altri): la contemporanea somministrazione con granisetron, similmente a quanto accade con altri antagonisti 5-HT3, può comportare modificazioni del tracciato elettrocardiografico, e fra queste anche il prolungamento dell'intervallo QT. È pertanto possibile che si verifichino conseguenze cliniche (tachicardia ventricolare, torsione di punta ed altre aritmie).[15]